# Estouches
Estouches korábbi község (település)  Franciaországban, Essonne megyében. 
2019. január 1-jén Méréville községgel egyesült és delegált községként Le Mérévillois új község része lett. Lakosainak száma 253 fő (2018. január 1.). Estouches Arrancourt, Autruy-sur-Juine, Pannecières, Sermaises, Méréville és Saint-Cyr-la-Rivière községekkel határos.

## Népesség
A település népességének változása:
| Lakosok száma | 231  | 246  | 255  | 253  | 253  |
|               | 2013 | 2015 | 2016 | 2017 | 2018 |